# 道の駅おろちの里
道の駅おろちの里（みちのえき おろちのさと）は、島根県雲南市にある国道314号の道の駅である。

## 歴史
- 2011年（平成23年）
  - 3月3日 - 道の駅第35回登録において、「道の駅おろちの里」として登録
  - 5月15日 - 開駅

## 施設
- 駐車場
  - 普通車：48台
  - 大型車：6台
  - 身障者用：2台
- トイレ
  - 男性用：小3器、大2器
  - 女性用：4器
  - 身障者用:1器（オストメイト対応、ベビーシートあり）
- 売店
  - 農家レストランふるさと亭（11:00 - 15:00）ラストオーダーは14:00まで
  - 農林水産物販売所（8:00 - 17:00）
- 休憩所（24時間）
- 情報コーナー
- 公衆電話

## 休館日
- レストラン（水曜日、12月31日 - 1月3日）
- 産直（12月31日 - 1月3日）

## アクセス
- 国道314号 - 登録路線

## 周辺
- さくらおろち湖（尾原ダム）